# Fressenneville
Fressenneville – miejscowość i gmina we Francji, w regionie Hauts-de-France, w departamencie Somma.
Według danych na rok 2011 gminę zamieszkiwało 2255 osób, a gęstość zaludnienia wynosiła 260 osób/km² (wśród 2293 gmin Pikardii Fressenneville plasuje się na 105. miejscu pod względem liczby ludności, natomiast pod względem powierzchni na miejscu 558.).